# Lac des Saints-Peyres
Le lac des Saints-Peyres est un lac artificiel du département du Tarn dans la région Occitanie sur la rivière l'Arn.

## Géographie
Le barrage des Saints-Peyres est de type barrage-poids, d'une hauteur d'environ 60 m. La superficie du lac est de 211 hectares, son périmètre est de 32 kilomètres.
Situé sur les communes de Le Vintrou, Lasfaillades, Anglès et Saint-Amans-Valtoret, dans les gorges de l'Arn, le lac est assez profondément encaissé, laissant peu de points d'accès entre des versants par endroits très pentus. Cette caractéristique explique également sa profondeur (environ 25 m à 8 kilomètres du barrage), sa constitution étroite et sa longueur (environ 10 kilomètres).

## Histoire
La construction du barrage s'échelonne de 1931 à 1934, le lac est mis en eau en 1935. Il entre officiellement en service l'année suivante. Les travaux comprennent la déviation de la route départementale dont l'ancien pont se retrouve noyé, avec la construction d'un nouveau pont à 2 km en amont de l'ancien et la destruction de l'arche principale du pont initial par mesure de sécurité. Les anciens tronçons de la départementale sont conservés et servent de voie d'accès aux touristes ; un petit parking est aménagé sur la rive gauche, au pied du vieux pont.
En 2002, 53 kilomètres de sentier aménagés pour faire du tourisme sont inaugurés,, ils forment des boucles dont le point de départ se trouve au niveau des ruines de l'ancien pont.

## Économie
Le lac des Saints-Peyres a pour principale raison d'être production électrique dans une centrale EDF située en aval du barrage. Il permet également d'assurer le stockage d'eau et la régulation du débit de l'Arn.
Enfin, il sert de plan d'eau de loisirs (promenades, navigation de plaisance, pêche) sur la commune d'Anglès, contribuant ainsi au tourisme local. Bien que la baignade y soit officiellement interdite par des pannonceaux jaunes installés par EDF, il n'est pas rare d'y voir des baigneurs en été.